# Jörg Benedict

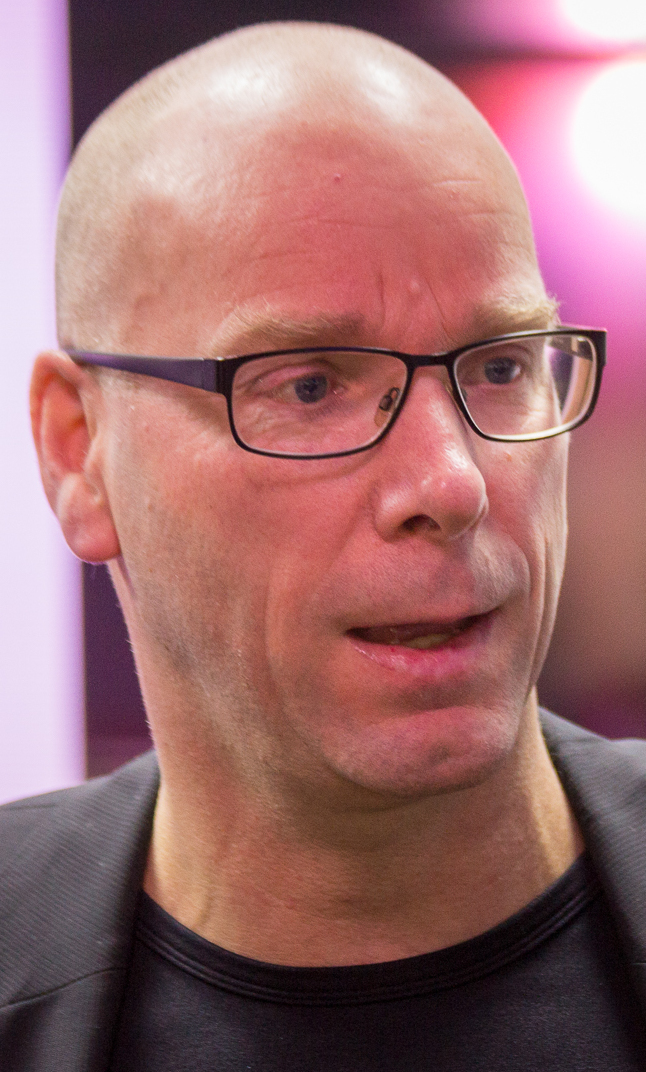
Jörg Benedict, 2018

Jörg Benedict (* 11. Mai 1966 in Rostock) ist ein deutscher Rechtswissenschaftler. Derzeit lehrt er an der Universität Rostock.

## Leben
Jörg Benedict verlebte Teile seiner Kindheit im Rostocker Stadtteil Warnemünde. Er bestand in Stralsund 1986 sein Abitur. 1991 nahm er ein Studium der Rechtswissenschaften, Philosophie und Soziologie an den Universitäten Rostock und Greifswald auf. Dieses schloss er in Rostock 1995 mit dem Bestehen des ersten juristischen Staatsexamens ab. Noch im gleichen Jahr wurde er Referendar am Rostocker Oberlandesgericht.
Seit 1997 fungierte Benedict an der Universität Rostock als wissenschaftlicher Assistent bei Reinhard Singer; zwei Jahre danach wurde er dort zum Doktor der Rechtswissenschaften promoviert. An die Humboldt-Universität zu Berlin wechselte er 2004. In der Folgezeit hielt er sich zum Zwecke der Forschung in Cambridge, Berkeley sowie New York City auf. In Berlin habilitierte er 2007.
2007 wurde Benedict zunächst als Vertretungsprofessor an der Universität Rostock angestellt. 2008 ging er in dieser Position an die Universität München, im nächsten Jahr kehrte er nach Rostock zurück. Die Universität ernannte ihn 2010 schließlich zum Professor. Seither unterrichtet er das deutsche sowie das europäische Privatrecht, Rechtsgeschichte und Rechtsphilosophie. Außerdem wurde er als Dekan der juristischen Fakultät und als Leiter des Institut für Anwaltsrecht und anwaltsorientierte Juristenausbildung eingesetzt.
Er engagiert sich mit öffentlichen juristischen Vorträgen gegen die "Ehe für alle". Er bezeichnete diese als "Verfassungsbruch" und betonte sein Bedauern darüber. Mit historischen und juristischen Vergleichen äußerte er sich ablehnend dieser gegenüber. In einer Anhörung im Rahmen zur Ehe-Öffnung im Rechtsausschuss des Deutschen Bundestags hatte er eines der Minderheiten-Gutachten gegen entsprechende Gesetzentwürfe verfasst. Er meinte hierzu, dass "zu keiner Zeit der Ehe-Begriff mit Orgien, Polyamorie oder Homosexualität in Verbindung gebracht wurde ".

## Werke
- Versuch einer Entmythologisierung der Zugangsproblematik oder Plädoyer für eine Rückkehr zum Systemdenken (Dissertation; Berlin 2000)
- Culpa in contrahendo. Transformationen des Zivilrechts oder zur Geschichte der Vertrauenshaftung (Habilitationsschrift)